# Învățare experiențială

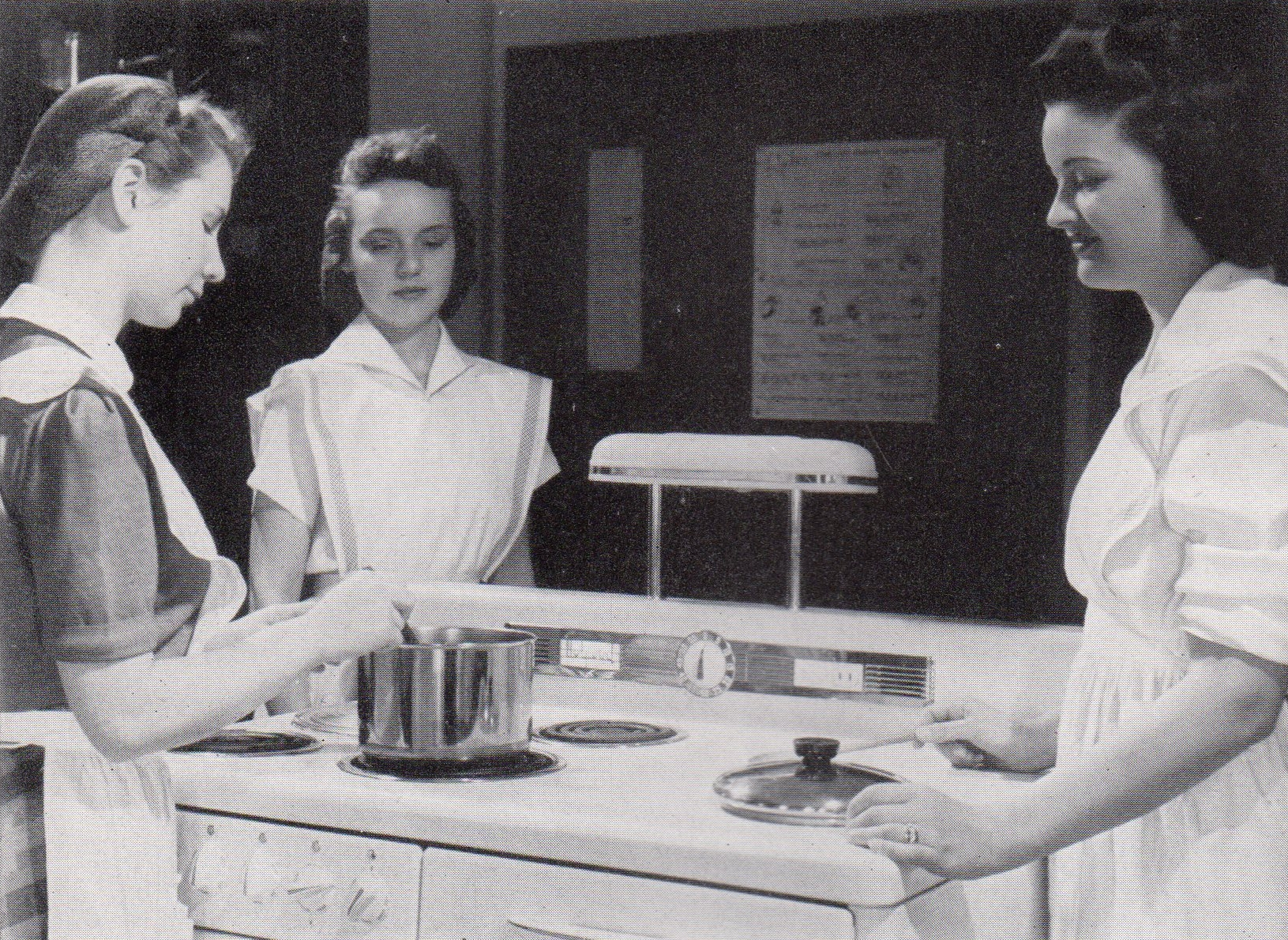
Fotografie a unor studenți care participă la un curs de Home Economics la Shimer College în anii 1941-1942.

Învățarea experiențială este procesul prin care cunoașterea apare prin experiența directă, adică „a învăța din experiență”. 
Experiența poate avea la bază un scenariu sau poate fi arbitrară. Aristotel a spus odată „Lucrurile pe care trebuie să le învățăm înainte să le facem, le învățăm făcându-le”. David A. Kolb a contribuit la popularizarea ideii de învățare experiențială facând referiri la lucrările lui John Dewey, Kurt Lewin și Jean Piaget. Lucrările sale referitoare la învățarea experiențială au contribuit în foarte mare măsură la extinderea filosofiei educației experiențiale.

## Prezentare generală
Învățarea experiențială este învățarea care are loc în urma reflecției asupra a ceea ce se face, ceea ce se află în contrast cu învățatul "pe de rost" sau învățarea didactică. Învățarea experiențială este înrudită cu educația experiențială, învățarea prin acțiune, prin aventură, prin liberul arbitru, prin cooperare și prin serviciu în folosul comunității. Deși există conexiuni și puncte comune între toate aceste teorii ale educației, acestea nu trebuie confundate având înțelesuri diferite.
Învățarea experiențială pune accentul pe procesul de învățare individual. Adesea se folosește ca și sinonim pentru educația experiențială, totuși aceasta din urmă cuprinde un spectru mai larg al educației. Astfel, sub incidența educației experiențiale cad aspecte precum relația dintre dascăl și elev, precum și subiecte mai cuprinzătoare cum ar fi structura și obiectivele educației.
Un exemplu al învățării experiențiale este mersul la grădina zoologică și învățarea prin observare și interacțiune cu mediul, și nu prin lectura despre animale. Astfel, se fac descoperiri și experimente cu informații obținute direct, de prima mână, în loc să audă sau să citească despre experiența unor alte persoane. În facultăți, oportunitățile de lucru ca și intern sau job-shadowing în domeniul de interes al studentului sunt exemple relevante de învățare experiențială valoroasă care contribuie în mod semnificativ la înțelegerea globală a mediului real.
Un al treilea exemplu de învățare experiențială este mersul pe bicicletă, un proces care poate ilustra modelul în patru pași al învățării experiențiale (ELM - Experiential Learning Model), susținut de Kolb și ilustrat în Figura 1 mai jos. Conform acestui exemplu, în stadiul "experienței concrete", cel care învață are contact fizic cu bicicleta, experimențând "aici și acum". Această experiență creează bazele pentru "observație și reflecție", iar elevul are posibilitatea de a lua în considerare ce funcționează și ce nu (observarea reflectivă) și să se gândească la metode de îmbunătățire pe care să le aplice la următoarea încercare (conceptualizare abstractă). Fiecare nouă încercare de a merge cu bicicleta este influențată de modelul ciclic alcătuit din experiența anterioară, gândire și reflecție (experimentarea activă).
Figura 1 - David Kolb’s Experiential Learning Model (ELM) 
|                       | ⮣ | Experiența concretă        | ⮧ |                       |
| Experimentarea activă |   |                            |   | Observarea reflectivă |
|                       | ⮤ | Conceptualizarea abstractă | ⮠ |                       |

Învățarea experiențială poate avea loc fără un profesor și are legătură doar cu procesul de obținere a cunoștințelor din experiența directă a individului. Deși acumularea de cunoștințe este un proces inerent care are loc în mod natural, ca să aibă loc învățarea autentică este necesară întrunirea anumitor condiții.  Conform lui David A. Kolb, un teoretician în domeniul educației de origine americană, cunoștințele se acumulează în mod constant atât din experiența personală, cât și din mediul înconjurător. El afirmă că este necesar să se întrunească anumite abilități astfel încât învățarea să aibă loc: 
- Elevul trebuie să-și dorească să joace un rol activ în experiență;
- Elevul trebuie să fie capabil să reflecte asupra experienței;
- Elevul trebuie să aibă și să folosească abilități analitice pentru conceptualizarea experienței; și
- Elevul trebuie să aibă abilități decizionale și de rezolvare a problemelor, astfel încât să poată folosi ideile noi obținute din experiență.

## Implementare
Activitățile experiențiale sunt printre cele mai eficiente instrumente de predare și de învățare.  Învățarea experiențială necesită inițiativă din partea elevului, o "intenție de a învăța" și o "fază activă a învățării". Ciclul învățării experiențiale elaborat de Kolb poate fi folosit pentru încadrarea etapelor implicate.  Jennifer A. Moon, bazându-se pe acest ciclu, a argumentat că învățarea experiențială este cea mai eficace dacă implică: 1) o fază a "învățării reflective" 2) o fază a învățării rezultată din acțiunile inerente învățării experiențiale și 3) "o fază a învățării din feedback". Acest proces de învățare poate determina "schimbări în judecată, sentimente sau abilități" pentru individ[12] și poate furniza indicații pentru "adoptarea judecății ca ghid în luarea deciziilor și în acțiune".
Majoritatea dascălilor înțeleg rolul pe care experiența îl joacă în procesul de învățare. Rolul emoțiilor și al sentimentelor în învățarea din experiență a fost demult recunoscut ca fiind important în învățarea experiențială. Deși acești factori pot crește probabilitatea ca învățarea experiențială să aibă loc, învățarea se poate întâmpla și în absența acestora. Ce este cu adevărat vital în învățarea experiențială este ca individul să fie încurajat să se implice direct în experiență, apoi să reflecte asupra acesteia folosindu-și abilitățile analitice, astfel încât cunoștințele să fie înțelese mai bine și reținute pentru o perioadă mai lungă.
Reflecția joacă un rol crucial în procesul de învățare experiențială, și asemeni învățării exexperiențiale insăși, poate fi facilitată sau independentă. Dewey a scris că „secvențe succesive de gândire reflectivă se dezvoltă una din cealaltă și se susțin reciproc”, creând o schelă pentru învățare în continuare și permițând continuitatea experiențelor și a reflecției. Aceasta întărește faptul că învățarea experiențială și învățarea reflectivă sunt procese iterative, iar învățarea se dezvoltă în continuare prin reflecție și experiență. Facilitarea învățării experiențiale și a reflecției prezintă provocări, dar "un dascăl abil, cu ajutorul unor întrebări corecte și ghidând conversația reflectivă înainte, în timpul și după experiență, poate ajuta la deschiderea unor căi semnificative de gândire și învățare". Jacobson și Ruddy, plecând de la Modelul Învățării Experiențiale în 4 etape al lui Kolb și de la Ciclul Învățării Experiențiale în 5 etape al lui Pfeiffer și Jones, au preluat cadrele teoretice și au creat un model de chestionar simplu și practic, destinat facilitatorilor, pentru a fi folosit în promovarea reflecției critice în cadrul învățării experiențiale. Modelul lor de chestionar "5 Întrebări" este după cum urmează:
- Ai observat...?
- De ce s-a întâmplat asta?
- Se întâmpla asta în viață?
- De ce se întâmpla asta?
- Cum poți folosi asta?

Aceste întrebări sunt puse de facilitator după experiență și, treptat, îndrumă grupul către gândirea reflectivă asupra experienței lor și către o înțelegere a felului în care pot aplica ceea ce au învățat în propria viață. Deși întrebările sunt simple, ele permit unui facilitator relativ neexperimentat să aplice teoriile lui Kolb, Pfeiffer și Jones, și să aprofundeze învățarea în cadrul grupului.  
Deși experiența elevului este cea mai importantă în procesul de învățare, este de asemenea important să se tină seama de aportul semnificativ pe care un facilitator bun îl poate aduce situației. Totuși, deși un facilitator, numit în mod tradițional profesor, poate imbunătăți probabilitatea ca învățarea experiențială să aibă loc, acesta nu este esențial învățării experiențiale. Mai curând, mecanismul pe care se bazează învățarea experiențială este reflecția elevului asupra experienței folosind abilitățile analitice. Aceasta poate avea loc în lipsa unui facilitator, ceea ce înseamă că învățarea experiențială nu este definită de prezența acestuia. Totuși, luarea în considerare a alternativei furnizate de învățarea experiențială în dezvoltarea conținutului cursurilor și a programelor, apare o oportunitate de adaptare a diverselor tehnici de predare/învățare care pot fi aplicate în sălile de clasă.

## Învățarea experiențială în școli
- Think Global School este o școală liceală ambulantă de 4 ani care, în fiecare semestru, își desfășoară cursurile într-o altă țară. Studenții sunt implicați în învățarea experiențială prin activități ca ateliere de lucru, schimburi culturale, vizite la muzeu și expediții în natură.
- Școala Dawson din Boulder, Colorado, dedică 2 săptămâni din fiecare an școlar învățării experiențiale. Studenții vizitează statele vecine pentru a se implica în munca în folosul comunității, pentru a vizita muzee și instituții științifice și pentru a practica mersul cu bicicleta pe munte, drumețiile și mersul cu canotajul.

## Comparații
Învățarea experiențială este cel mai des comparată cu învățarea academică, procesul de acumulare a cunoștințelor prin studiul subiectului, fără a se necesita experiența senzorială directă ca filieră de transfer informațional. În timp ce dimensiunile învățării experiențiale sunt analiza, inițiativa și imersiunea, învățarea academică se bazează pe învățarea constructivă și învățarea reproductivă. Deși ambele metode au ca obiectiv instruirea elevului, învățarea academică utilizează metode mai abstracte, adaptate sălilor de clasă, pe când învățarea experiențială implică elevul în mod activ în experiența concretă.

### Oameni
- John Dewey
- Paulo Freire
- David A. Kolb
- Carl Rogers
- Jean Piaget
- Maria Montessori
- Rudolf Steiner
- Kurt Hahn

### Subiecte înrudite
- Psihologie cognitivă
- Educația prin aventură
- Educația alternativă
- Învățarea cooperativă
- Educația în aer liber
- Cursa de frânghii
- Educația vocațională
- Învățarea prin serviciul în folosul comunității
- Educația adulților
- Educația prin cooperare
- Practica reflectivă
- Învățarea prin acțiune
- Învățarea activă
- Învățarea integrantă
- Învățarea prin rezolvarea problemelor
- Învățarea prin descoperire
- Constructivism(o teorie a învățării)
- Chestionar apreciativ
- Modelul Sudbury
- Învățarea experiențială - modelul Farmer Field
- Metoda cazului
- Simulări de antrenament
- Simularea unei afaceri